# 116
Cette page concerne l'année 116  du calendrier julien. Pour l'année 116 av. J.-C., voir 116 av. J.-C. Pour le nombre 116, voir 116 (nombre).
L'année 116 est une année bissextile qui commence un mardi.

## Événements

L'empire à son apogée, sous Trajan

- 20 février : Trajan reçoit du Sénat romain le titre de Parthicus[1].
- Printemps : début de la campagne de conquête de l’Adiabène et de la Babylonie. Deux colonnes marchent de chaque côté du Tigre. Trajan prend Ctésiphon, la capitale des Parthes abandonnée par Osroes, ainsi que Séleucie du Tigre[1]. Parthamaspatès, est installé par Trajan à Ctesiphon comme roi des Parthes vassal de Rome. Trajan s’empare du trône royal de Perse[2], que les Parthes ne cesseront de réclamer.
- Août-septembre : Trajan visite la maison où est mort Alexandre à Babylone, puis atteint le Golfe Persique[2].

- Une insurrection générale éclate en Mésopotamie : Séleucie du Tigre, Nisibe, Édesse chassent leurs garnisons ; une légion romaine est entièrement détruite. Lusius Quietus réprime le mouvement, reprend Nisibe et détruit Édesse[3]. Trajan doit faire des concessions. Sans renoncer à ses annexions en Mésopotamie, il reconstitue un royaume parthe diminué en territoire et placé sous la suzeraineté romaine[4].

## Décès en 116
- Ban Zhao, historienne chinoise.